# Calymperes woodii
Calymperes woodii är en bladmossart som beskrevs av L. Ellis 1997. Calymperes woodii ingår i släktet Calymperes och familjen Calymperaceae. Inga underarter finns listade i Catalogue of Life.